# Нехаевка (Курская область)
Неха́евка — село в Рыльском районе Курской области. Административный центр Нехаевского сельсовета.

## География
Село находится в бассейне реки Клевень, в 121 км западнее Курска, в 20,5 км к северо-западу от районного центра — города Рыльск.
Улицы
В селе улицы: Новая, Хуторская и Центральная.
Климат
Нехаевка, как и весь район, расположена в поясе умеренно континентального климата с тёплым летом и относительно тёплой зимой (Dfb в классификации Кёппена).
| Показатель                                                                   | Янв. | Фев. | Март | Апр. | Май  | Июнь | Июль | Авг. | Сен. | Окт. | Нояб. | Дек. | Год  |
| ---------------------------------------------------------------------------- | ---- | ---- | ---- | ---- | ---- | ---- | ---- | ---- | ---- | ---- | ----- | ---- | ---- |
| Средний суточный максимум, °C                                                | −3,7 | −2,6 | 3,3  | 13,2 | 19,5 | 22,7 | 25,1 | 24,4 | 18,2 | 10,7 | 3,7   | −0,9 | 11,1 |
| Средняя температура, °C                                                      | −5,7 | −5,2 | −0,3 | 8,4  | 14,8 | 18,4 | 20,8 | 19,9 | 14   | 7,4  | 1,5   | −2,8 | 7,6  |
| Средний суточный минимум, °C                                                 | −8,1 | −8,3 | −4,4 | 3    | 9,2  | 13,1 | 15,8 | 14,8 | 9,8  | 4,1  | −0,8  | −5   | 3,6  |
| Норма осадков, мм                                                            | 50   | 44   | 47   | 50   | 64   | 70   | 85   | 54   | 59   | 55   | 50    | 49   | 677  |
| Источник: Погода по месяцам c ru.climate-data.org(дата обращения: Июнь 2021) |      |      |      |      |      |      |      |      |      |      |       |      |      |

## Население
| 2002 | 2010 |
| ---- | ---- |
| 399  | ↘328 |

## Инфраструктура
Личное подсобное хозяйство. В селе 191 дом.

## Транспорт
Нехаевка находится в 9 км от автодороги регионального значения 38К-017 (Курск — Льгов — Рыльск — граница с Украиной), в 4 км от автодороги межмуниципального значения 38Н-345 (38К-017 — Большегнеушево с подъездом к с. Макеево), на автодороге 38Н-346 (38Н-345 — Бегоща с подъездом к д. Новая Николаевка), в 22,5 км от ближайшей ж/д станции Рыльск (линия 358 км — Рыльск).
В 189 км от аэропорта имени В. Г. Шухова (недалеко от Белгорода).